# Stazione di Yoshiwara
La stazione di Yoshiwara (吉原駅?, Yoshiwara-eki) è una stazione della città di Fuji, nella prefettura di Shizuoka. La stazione è servita dalla linea principale Tōkaidō gestita dalla JR Central, e dalla linea Gakunan a gestione privata.

## Linee
JR Central
■ Linea principale Tōkaidō
Ferrovia Gakunan
■ Linea Gakunan

## Caratteristiche

### Stazione JR Central
La stazione JR di Yoshiwara possiede un marciapiede a isola centrale serventi due binari in superficie, ed è dotata di tornelli automatici di accesso ai binari che supportano la tariffazione elettronica TOICA.
| 1 | ■ Linea principale Tōkaidō | per Numazu, Atami, Yokohama e Tokyo |
| 2 | ■ Linea principale Tōkaidō | per Shizuoka, Hamamatsu e Toyohashi |

### Stazione Ferrovia Gakunan
La stazione della Ferrovia Gakunan possiede un marciapiede a isola centrale serventi due binari tronchi in superficie, ed è dotata di tornelli automatici di accesso ai binari che supportano la tariffazione elettronica TOICA.
| 1-2 | ■ Linea Gakunan | per Hon-Yoshiwara, Gakunan-Harada e Gakunan-Enoo |

## Stazioni adiacenti
| «                                     | Servizio                              | »                                     |
| Linea principale Tōkaidō (JR Central) | Linea principale Tōkaidō (JR Central) | Linea principale Tōkaidō (JR Central) |
| ------------------------------------- | ------------------------------------- | ------------------------------------- |
| Higashi-Tagonoura                     | Locale                                | Fuji                                  |
| L'Homeliner non ferma                 |                                       |                                       |
| Linea Gakunan                         |                                       |                                       |
| Capolinea                             | Locale                                | Jatco-mae                             |